# هويت
هويت (بالإنجليزية: Hoyt, Kansas)‏ هي مدينة تقع في مقاطعة جاكسون بولاية كانساس في الولايات المتحدة. تبلغ مساحة هذه المدينة 1.29 (كم²)، وترتفع عن سطح البحر 357 م، بلغ عدد سكانها 669 نسمة في عام 2010 حسب إحصاء مكتب تعداد الولايات المتحدة وتصل الكثافة السكانية فيها 516.6 نسمة/كم2.

## التركيبة السكانية
قام مكتب تعداد الولايات المتحدة بتحديد بيانات التركيبة السكانية لهويتفي تعداد الولايات المتحدة. في ما يلي، التركيبة السكانية حسب تعدادي 2000 و2010.

### تعداد عام 2000
بلغ عدد سكان هويت 571 نسمة بحسب تعداد عام 2000، وبلغ عدد الأسر 206 أسرة وعدد العائلات 156 عائلة مقيمة في المدينة. في حين سجلت الكثافة السكانية 1,336.5 نسمة لكل ميل مربع (516.0/كم2). وبلغ عدد الوحدات السكنية 219 وحدة بمتوسط كثافة قدره 512.6 نسمة لكل ميل مربع (197.9/كم2).
وتوزع التركيب العرقي للمدينة بنسبة 94.05% من البيض و 2.98% من الأمريكيين الأصليين و 0.53% من الأمريكيين ذوي الأصول الآسيوية و 1.75% من عرقين مختلطين أو أكثر.
بلغ عدد الأسر 206 أسرة كانت نسبة 42.2% منها لديها أطفال تحت سن الثامنة عشر تعيش معهم، وبلغت نسبة الأزواج القاطنين مع بعضهم البعض 60.7% من أصل المجموع الكلي للأسر، ونسبة 9.2% من الأسر كان لديها معيلات من الإناث دون وجود شريك، وكانت نسبة 23.8% من غير العائلات. تألفت نسبة 20.4% من أصل جميع الأسر من أفراد ونسبة 8.7% كانوا يعيش معهم شخص وحيد يبلغ من العمر 65 عاماً فما فوق. وبلغ متوسط حجم الأسرة المعيشية 3.18، أما متوسط حجم العائلات فبلغ 2.77.
بلغ العمر الوسطي للسكان 31 عاماً. وكانت نسبة 32.2% من القاطنين تحت سن الثامنة عشر، وكانت نسبة 7.2% بين الثامنة عشر والأربعة وعشرون عاماً، ونسبة 31.3% كانت واقعةً في الفئة العمرية ما بين الخامسة والعشرون حتى والأربعة وأربعون عاماً، ونسبة 17.7% كانت ما بين الخامسة والأربعون حتى الرابعة والستون، ونسبة 11.6% كانت ضمن فئة الخامسة والستون عاماً فما فوق. يوجد لكل 100 أنثى 99.7 ذكر، ويوجد لكل 100 أنثى في الثامنة عشر من عمرها فما فوق 99.5 ذكر.
بلغ متوسط دخل الأسرة في المدينة 46,806 دولار، أما متوسط دخل العائلة فبلغ 46,806 دولار. وكان متوسط دخل الذكور 35,188 دولار مقابل 22,750 دولار للإناث. وسجل دخل الفرد الخاص بالمدينة 15,116 دولار. وكانت نسبة 4.2% من العائلات ونسبة 7.4% من السكان تحت خط الفقر، وكان من هؤلاء نسبة 12.3% تحت سن الثامنة عشر ولا أحد منهم في الخامسة والستين من العمر وما فوق.

### تعداد عام 2010
بلغ عدد سكان هويت 669 نسمة بحسب تعداد عام 2010، وبلغ عدد الأسر 253 أسرة وعدد العائلات 184 عائلة مقيمة في المدينة. في حين سجلت الكثافة السكانية 1,338.0 نسمة لكل ميل مربع (516.6/كم2). وبلغ عدد الوحدات السكنية 269 وحدة بمتوسط كثافة قدره 538.0 لكل ميل مربع (207.7/كم2).
وتوزع التركيب العرقي للمدينة بنسبة 85.5% من البيض و 9.6% من الأمريكيين الأصليين و 1.2% من الأمريكيين ذوي الأصول الآسيوية و 0.1% من الأمريكيين الأفارقة و 2.7% من عرقين مختلطين أو أكثر.
بلغ عدد الأسر 253 أسرة كانت نسبة 41.9% منها لديها أطفال تحت سن الثامنة عشر تعيش معهم، وبلغت نسبة الأزواج القاطنين مع بعضهم البعض 51.0% من أصل المجموع الكلي للأسر، ونسبة 15.8% من الأسر كان لديها معيلات من الإناث دون وجود شريك، بينما كانت نسبة 5.9% من الأسر لديها معيلون من الذكور دون وجود شريكة وكانت نسبة 27.3% من غير العائلات. تألفت نسبة 23.7% من أصل جميع الأسر من أفراد ونسبة 9.1% كانوا يعيش معهم شخص وحيد يبلغ من العمر 65 عاماً فما فوق. وبلغ متوسط حجم الأسرة المعيشية 3.10، أما متوسط حجم العائلات فبلغ 2.64.
بلغ العمر الوسطي للسكان 34 عاماً. وكانت نسبة 30.8% من القاطنين تحت سن الثامنة عشر، وكانت نسبة 7.9% بين الثامنة عشر والأربعة وعشرون عاماً، ونسبة 29.6% كانت واقعةً في الفئة العمرية ما بين الخامسة والعشرون حتى والأربعة وأربعون عاماً، ونسبة 21.4% كانت ما بين الخامسة والأربعون حتى الرابعة والستون، ونسبة 10.3% كانت ضمن فئة الخامسة والستون عاماً فما فوق. وتوزع التركيب الجنسي للسكان بنسبة 49.2% ذكور و50.8% إناث.

## وصلات خارجية
- The US50 - Cities and Towns in Kansas State